# Codex Basilensis
Codex Basilensis (E/07) er et bibelhåndskrift fra det 8. århundrede.
Skriftet er på græsk og indeholder det meste af de fire evangelier. Det består af 318 blade (23 x 16,5 cm).
Håndskriftet befinder sig i dag på Universitetet i Basel (A. N. III 12).

## Eksterne link og kildehenvisninger
- Wikimedia Commons har flere filer relateret til Codex Basilensis

- Annaclara Cataldi Palau, “A Little Known Manuscript of the Gospels in ‘Maiuscola biblica’: Basil. Gr A. N. III. 12”, Byzantion 74 (2004): 463-516.
- Robert Waltz, Codex Basilensis E (07): at the Encyclopedia of Textual Criticism.
- "Online copy of the MS". Münster: Institute for New Testament Textual Research. Hentet 7. august 2011.

| Kristendom | Spire Denne artikel om kristendom er en spire som bør udbygges. Du er velkommen til at hjælpe Wikipedia ved at udvide den. |